# IC 4787
IC 4787 — галактика типу SBm () у сузір'ї Павич.
Цей об'єкт міститься в оригінальній редакції індексного каталогу.